# Jagdstaffel 79

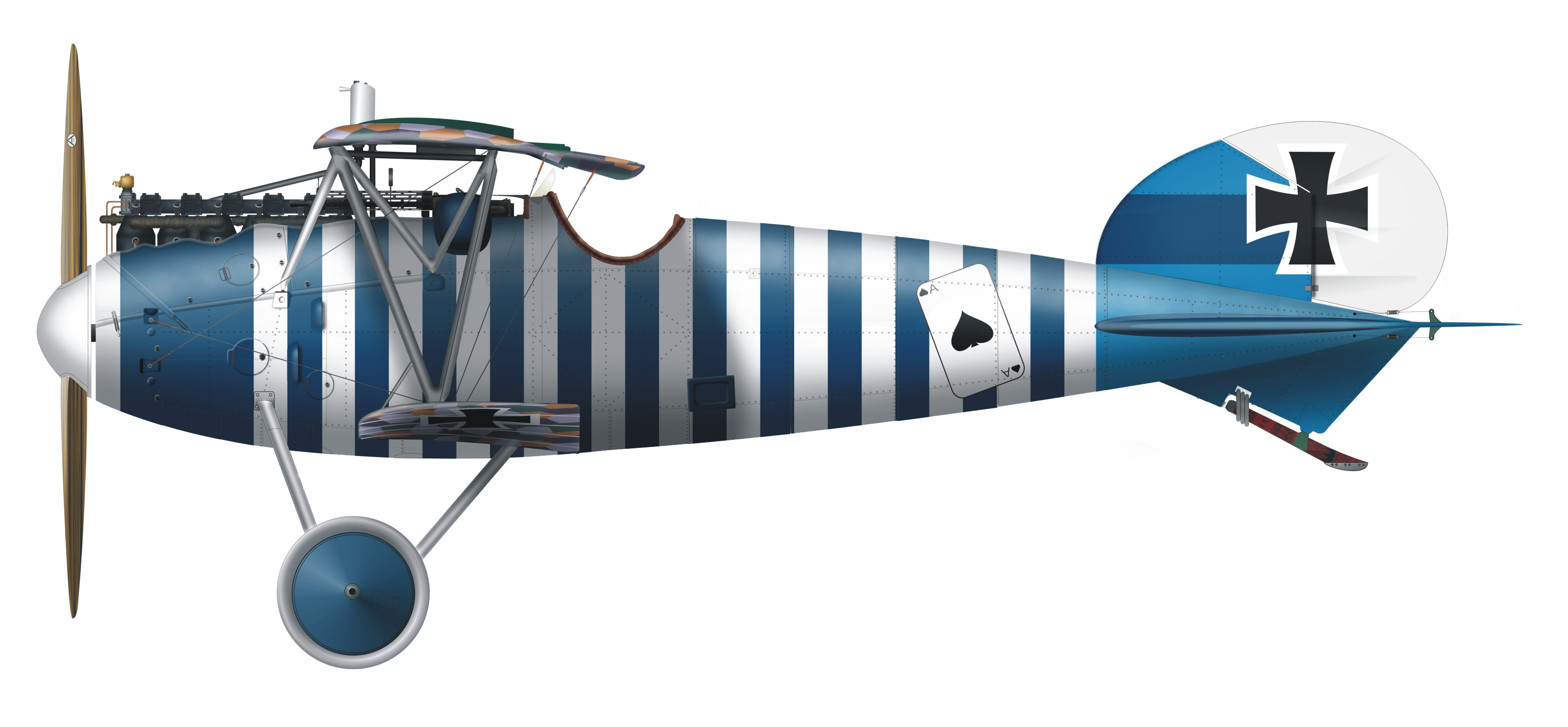
Albatros D.V – z Jasta 79.

Jagdstaffel 79 – Königlich Bayerische Jagdstaffel Nr. 79 – Jasta 79 jednostka lotnictwa niemieckiego Luftstreitkräfte z ostatniego okresu I wojny światowej.

## Informacje ogólne
Jednostka została utworzona z Fliegerersatz Abteilung (FEA 1b) w Schleisseheim w okresie od 8 listopada 1917 do 28 lutego 1918 roku, w ostatnim etapie reorganizacji lotnictwa. Od momentu utworzenia do końca marca 1918 roku jednostka była przydzielona do 3 Armii, a od 1 kwietnia 1918 do 18 Armii.
Jasta 79 należała do założonej 4 marca 1918 roku Jagdgruppe 12. W jej skład wchodziły Jagdstaffel 24, Jagdstaffel 44, Jagdstaffel 42.
Eskadra walczyła przede wszystkim na samolotach Pfalz D.III i Pfatz D.IIIa oraz Albatros D.V.
W jej składzie między innymi byli takie asy myśliwskie jak: Hans Böhning (łącznie 17 zwycięstw powietrznych przeszedł z Jagdstaffel 36), Roman Schneider (5 zwycięstw – wszystkie w Jasta 79), Xavier Dannhuber (11 zwycięstw).

## Dowódcy Eskadry
| Stopień   | Nazwisko         | Okres                   |
| --------- | ---------------- | ----------------------- |
| Porucznik | Xavier Dannhuber | 28.01.1918 – 11.02.1918 |
| Porucznik | Hans Böhning     | 23.02.1918 – 01.07.1918 |
| Porucznik | Roman Schneider  | 01.07.1918 – 31.07.1918 |
| Porucznik | Xavier Dannhuber | 09.10.1918 – 11.11.1918 |